# Fielding
Fielding és una població dels Estats Units a l'estat de Utah. Segons el cens del 2000 tenia 448 habitants.

## Demografia
Segons el cens del 2000, Fielding tenia 448 habitants, 139 habitatges, i 119 famílies. La densitat de població era de 393,1 habitants per km².
Dels 139 habitatges en un 50,4% hi vivien nens de menys de 18 anys, en un 79,9% hi vivien parelles casades, en un 5,8% dones solteres, i en un 13,7% no eren unitats familiars. En el 12,2% dels habitatges hi vivien persones soles el 5,8% de les quals corresponia a persones de 65 anys o més que vivien soles. El nombre mitjà de persones vivint en cada habitatge era de 3,22 i el nombre mitjà de persones que vivien en cada família era de 3,48.
Per edats la població es repartia de la següent manera: un 36,4% tenia menys de 18 anys, un 10,9% entre 18 i 24, un 24,1% entre 25 i 44, un 19,4% de 45 a 60 i un 9,2% 65 anys o més.
L'edat mediana era de 27 anys. Per cada 100 dones de 18 o més anys hi havia 102,1 homes.
La renda mediana per habitatge era de 44.000 $ i la renda mediana per família de 46.563 $. Els homes tenien una renda mediana de 37.885 $ mentre que les dones 22.708 $. La renda per capita de la població era de 14.222 $. Cap de les famílies i el 0,9% de la població estaven per davall del llindar de pobresa.

## Poblacions més properes
El següent diagrama mostra les poblacions més properes.